# Harîsa
Cet article possède un paronyme, voir Harissa.
La harîsa est un plat traditionnel oriental du Moyen Âge, composé d'une sorte de brouet ou purée de céréales pouvant être complété par de la viande.

## Historique
La dizaine de réceptaires arabes qui nous sont parvenus ont été rédigés entre le Xe et le XVe siècles en Égypte, en Irak, en Syrie et dans l'Espagne islamique. Ils parlent de cette harîsa, ainsi que les livres de cuisine arabe du Moyen Âge, réservés plus généralement à une élite, mais l'on sait par les textes concernant la réglementation des marchés urbains de la même époque appelés hisba qui s'adressaient aux artisans cuisiniers dit les harrâsûn, qui fabriquaient et vendaient ce produit, soit à emporter ou à consommer sur place. Ils étaient  particulièrement surveillés à cause des fraudes sur la qualité des viandes, des graisses mélangées. Ce qui permettait en partie une garantie de qualité. On en trouve encore mention dans les livres de cuisine de la Perse safavide entre 1501 et 1722.
Ce terme est toujours en usage au Maghreb pour désigner une sorte de pâtisserie pimentée.
« Le plat harees : savoir, savoir-faire et pratiques » est inscrit sur la liste représentative du patrimoine culturel immatériel de l'humanité par l'UNESCO en 2023, à l'initiative de l'Arabie saoudite, des Émirats arabes unis et Oman.

## Étymologie
En arabe le verbe harasa signifie « battre, écraser, piler avec force », et le verbe harisa qui en dérive signifie « être vorace, manger avec faim », ce qui aurait donné ce nom à ce plat copieux.

## Composition
Consommée au Moyen Âge dans l'ensemble du pourtour méditerranéen musulman, la harîsa est présentée dans les sources comme un brouet de céréales auquel on pouvait ajouter de la viande, le tout étant broyé, mijoté, pilé.
Elle se décline en deux plats principaux, le premier à base de blé de saveur sucré et le second également à base de blé mais avec viande et graisse animale. Les proportions idéales sont deux tiers de blé pour un tiers de viande. Cette dernière préparation peut faire l'objet de variantes en fonction de la viande utilisée pour la recette (agneau, bœuf, mouton, oie, poulet ou tripes) ainsi que des céréales employées (pain émietté, parfois riz ou pistaches), avec parfois l'ajout de beurre frais ou clarifié ou encore de lait. On pouvait la parfumer avec du miel, du sucre en poudre ou de la cannelle.

## Traités médicaux
Les plus anciens traités médicaux datant du IXe siècle de notre ère donnent ce plat comme « très nutritif, lourd et lent à digérer ».

### Iconographie
- BnF, manuscrit Maquamat (Séances) d'Al-Hariri (copie du XIIIe siècle, ms arabe 5847)